# Madame Piquedru la blanchisseuse

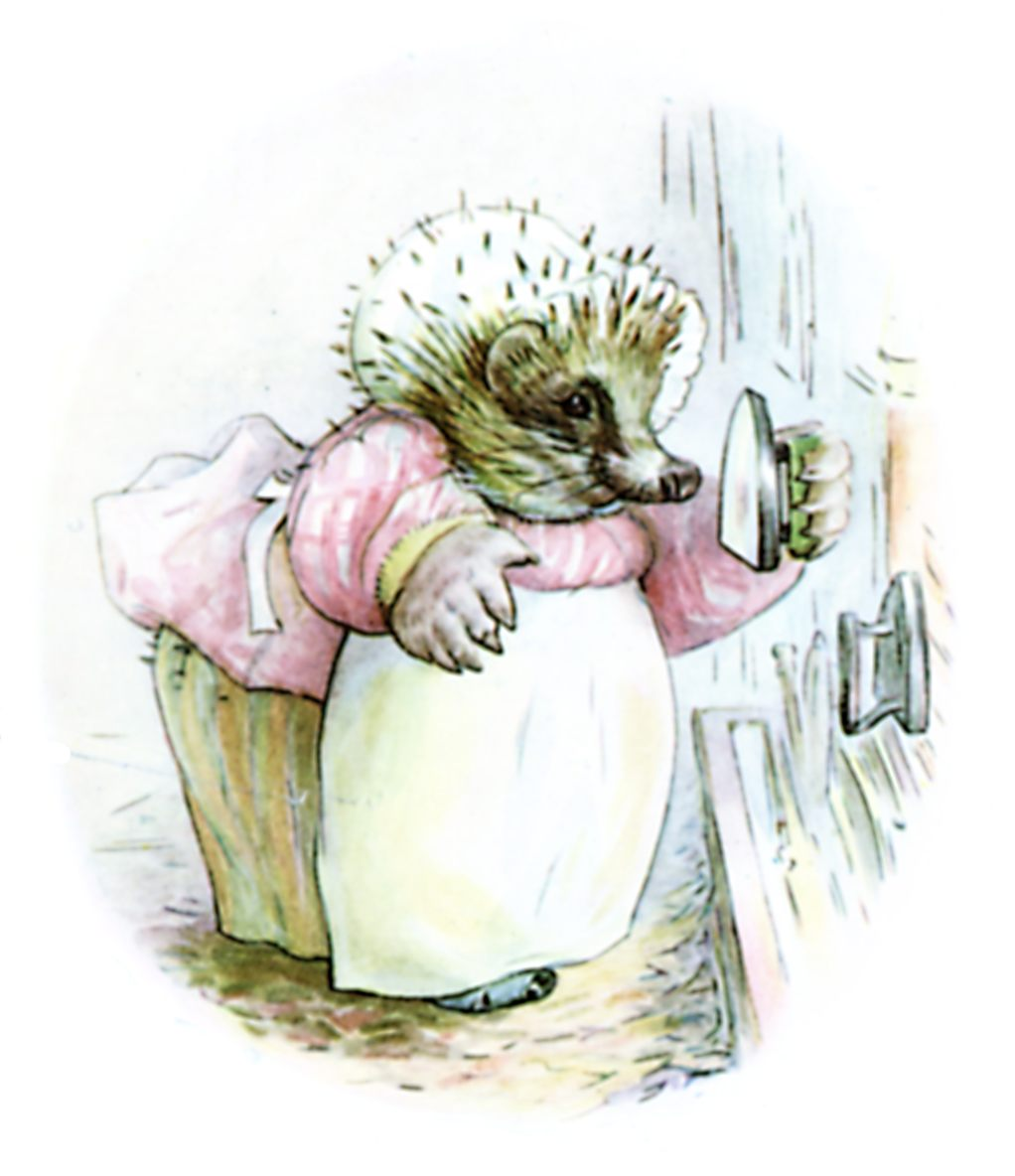
Frontispice : Madame Piquedru et son fer à repasser.

Madame Piquedru la blanchisseuse ou Poupette-à-l'épingle (titre original en anglais : The Tale of Mrs Tiggy-Winkle) est un livre pour enfants écrit et illustré par Beatrix Potter paru en 1905 chez Frederick Warne & Co.
Cette histoire se passe au début dans la basse-cour d'une ferme, puis dans les collines et enfin dans une grotte aménagée en buanderie de blanchisseuse, comme une maison de poupées.

## Synopsis
Une petite fille de la campagne, Lucie, perd toujours ses mouchoirs (en tissu) et part à leur recherche ; cette quête sert de fil conducteur à l'histoire et au questionnement répété des premières scènes : "Avez-vous vu mes mouchoirs ?"
Lorsqu'elle quitte le monde protégé de la ferme et franchit l'échalier pour aller rejoindre les nuages en forme de mouchoirs, Lucie entraîne le lecteur à sa suite dans un monde mystérieux mais semé d'indices, comme la boite en fer blanc qui recueille l'eau de la source.

## Analyse
Cette histoire est racontée du point de vue d'une petite fille dont le babil incessant fait penser aux jeux de faire semblant.
Les images représentent clairement un hérisson. Mais Madame Piquedru est habillée de haut en bas comme une blanchisseuse, elle s'active comme une ouvrière prudente et pressée, ne perdant pas de temps et soucieuse de la satisfaction de sa clientèle aussi le lecteur se laisse-t-il emporter par la fantasy de l'ambiance professionnelle de cette blanchisserie.  
Les allusions aux autres petits héros de Beatrix Potter dont Mme Piquedru lave ou repasse le linge sont autant de clins d’œil au lectorat de l'artiste.

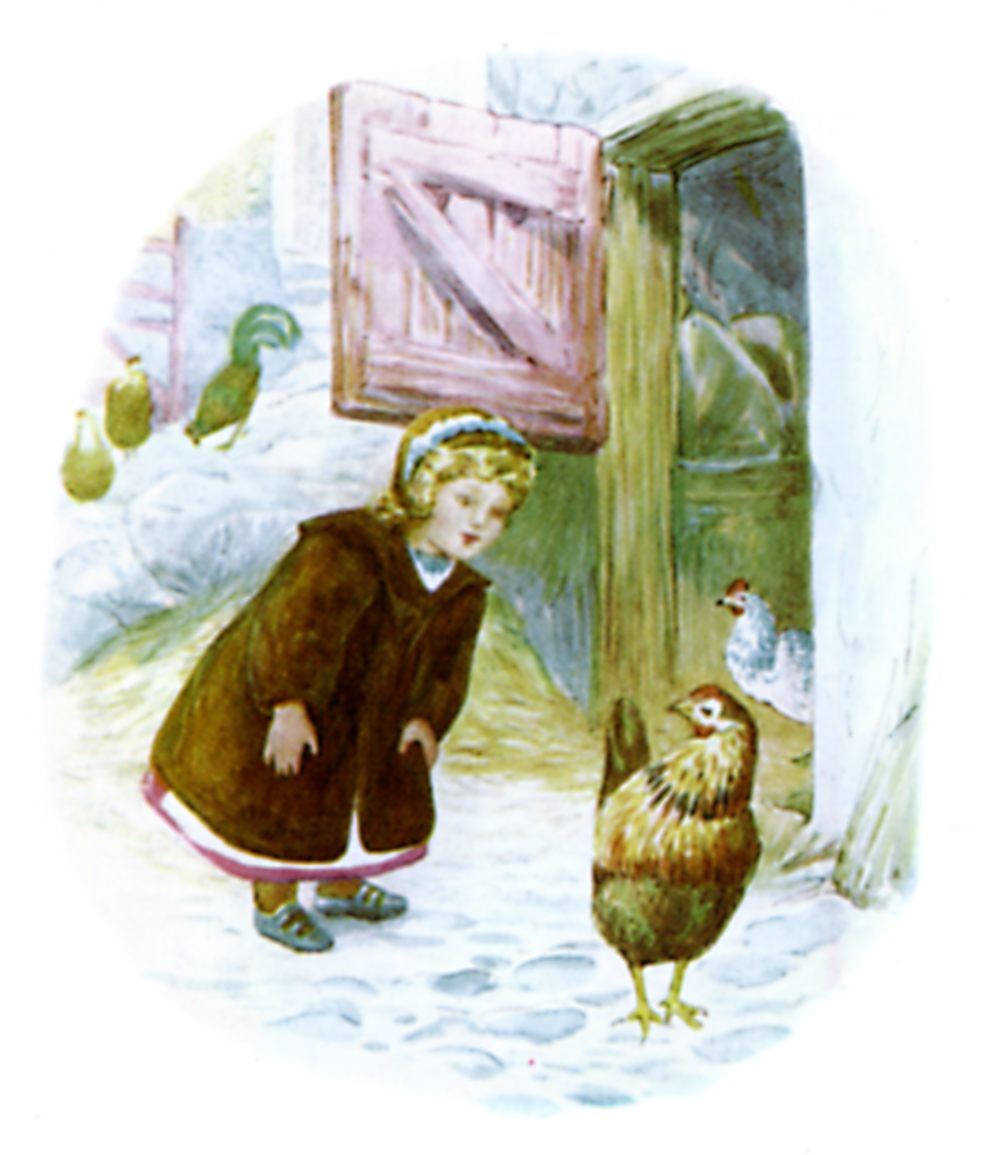
La poule interrogée, glousse au lieu de répondre.
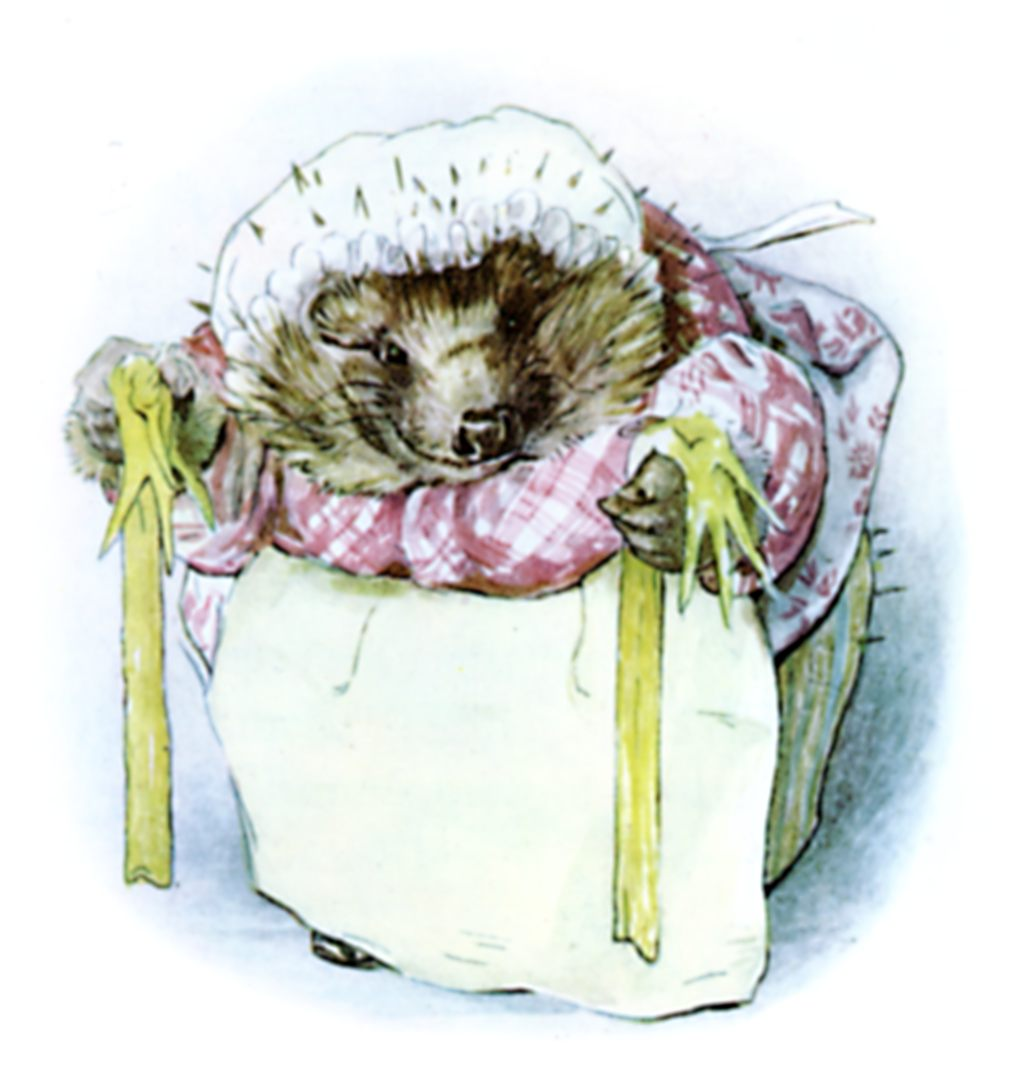
Les chaussettes percées de la poule font écho à ses gloussements du début.
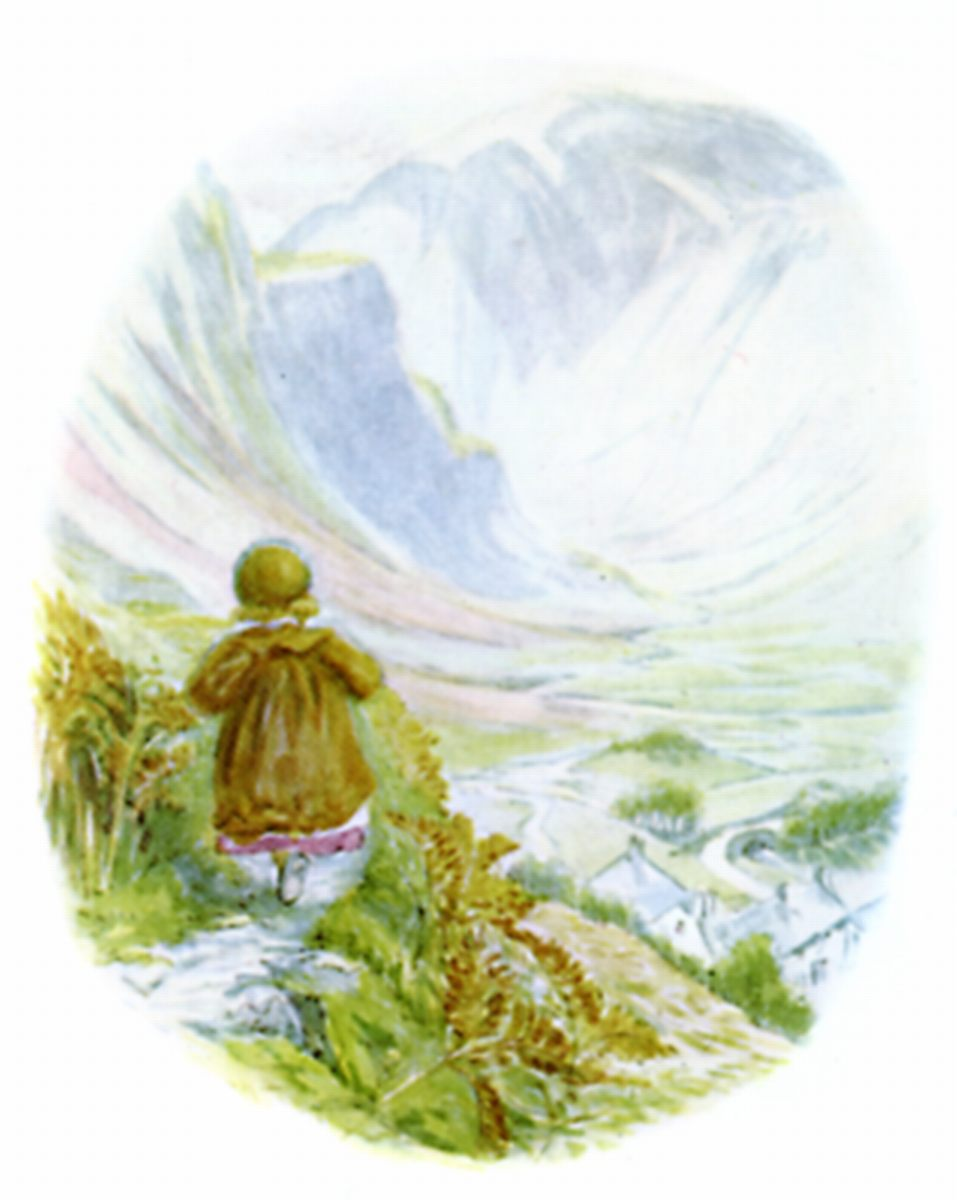
Une toute petite fille, un sentier escarpé, une ferme de plus en plus petite.
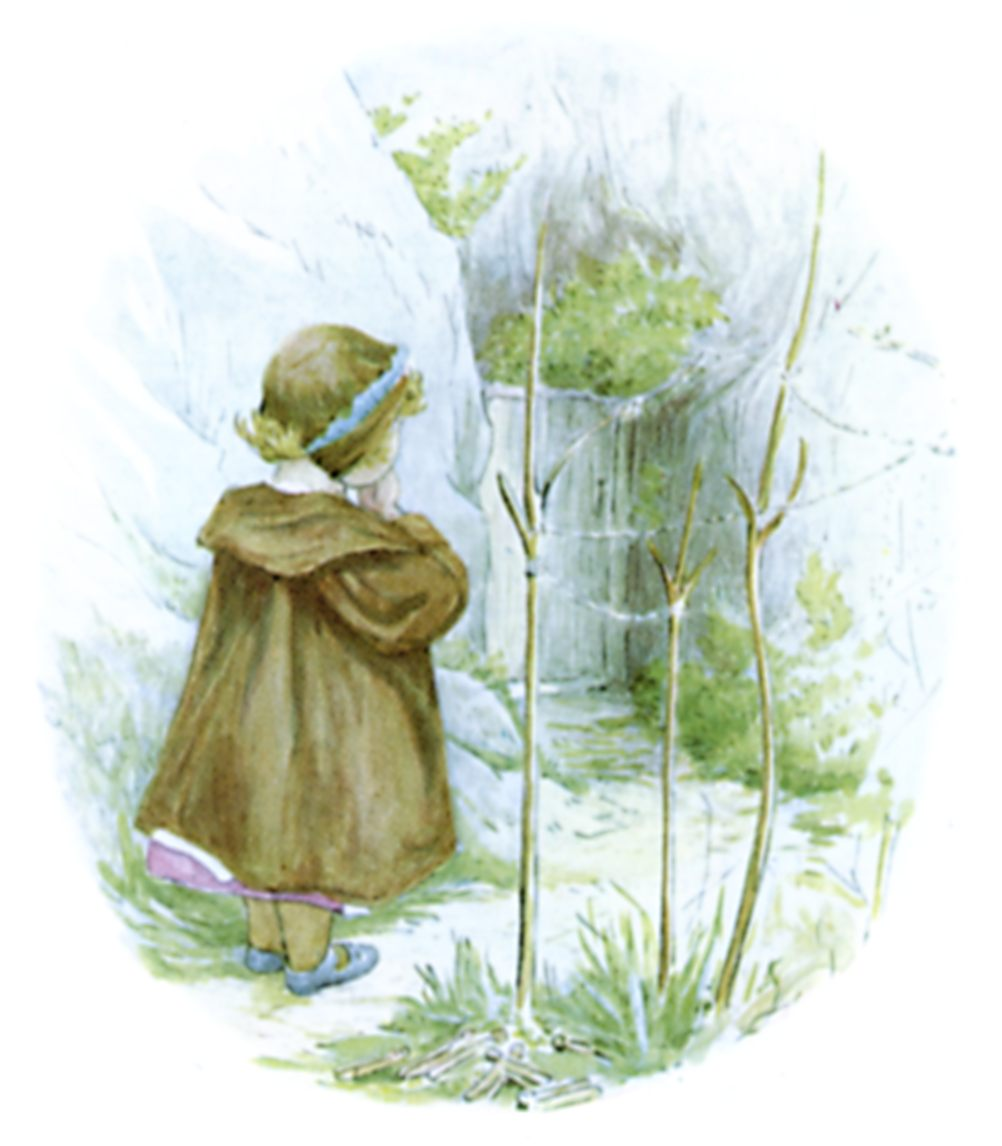
Lucie devant la porte, une scène que Beatrix reproduit souvent dans ses contes.
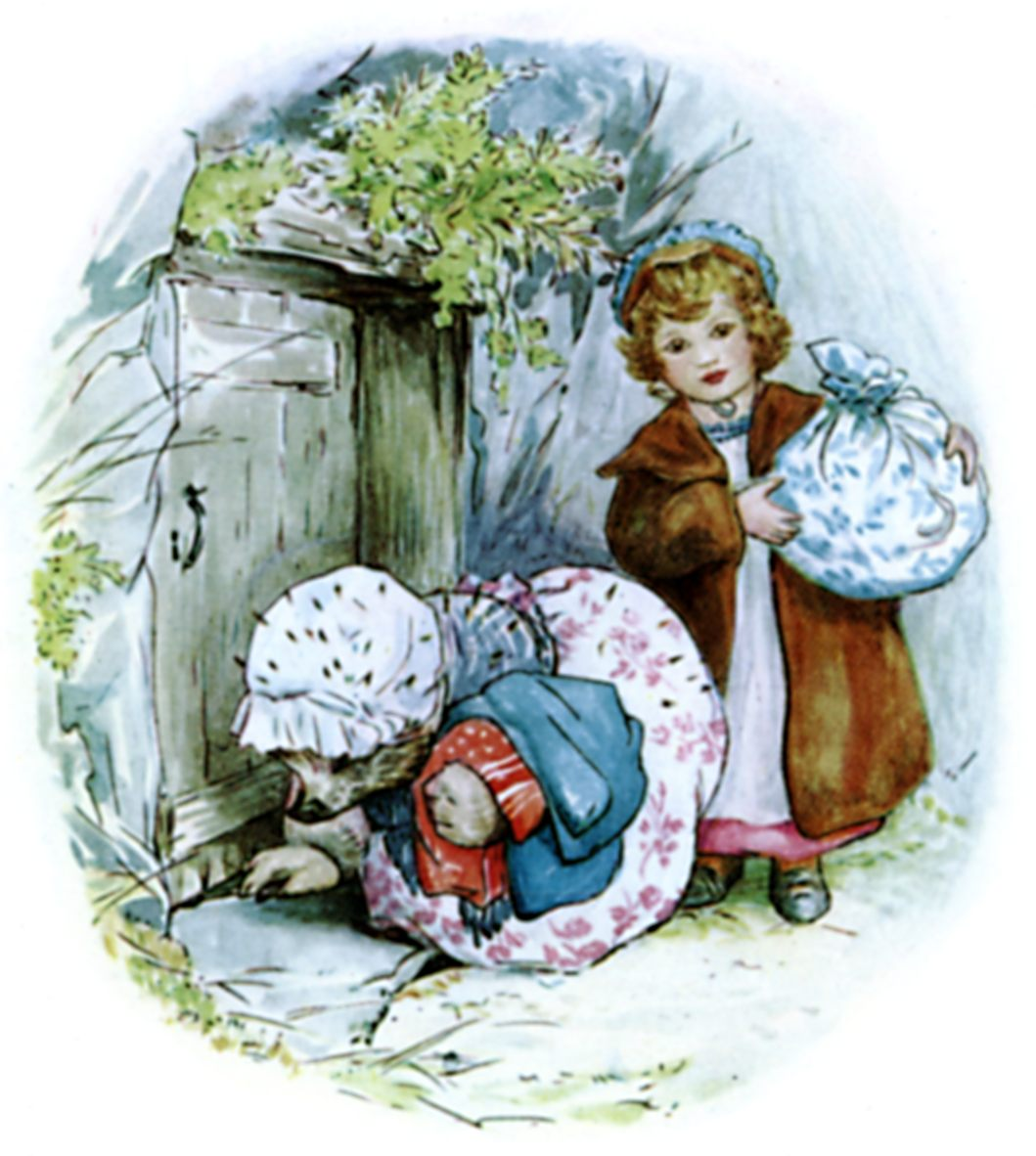
La clef sous le paillasson marque la fin d'un épisode et le retour au monde extérieur.
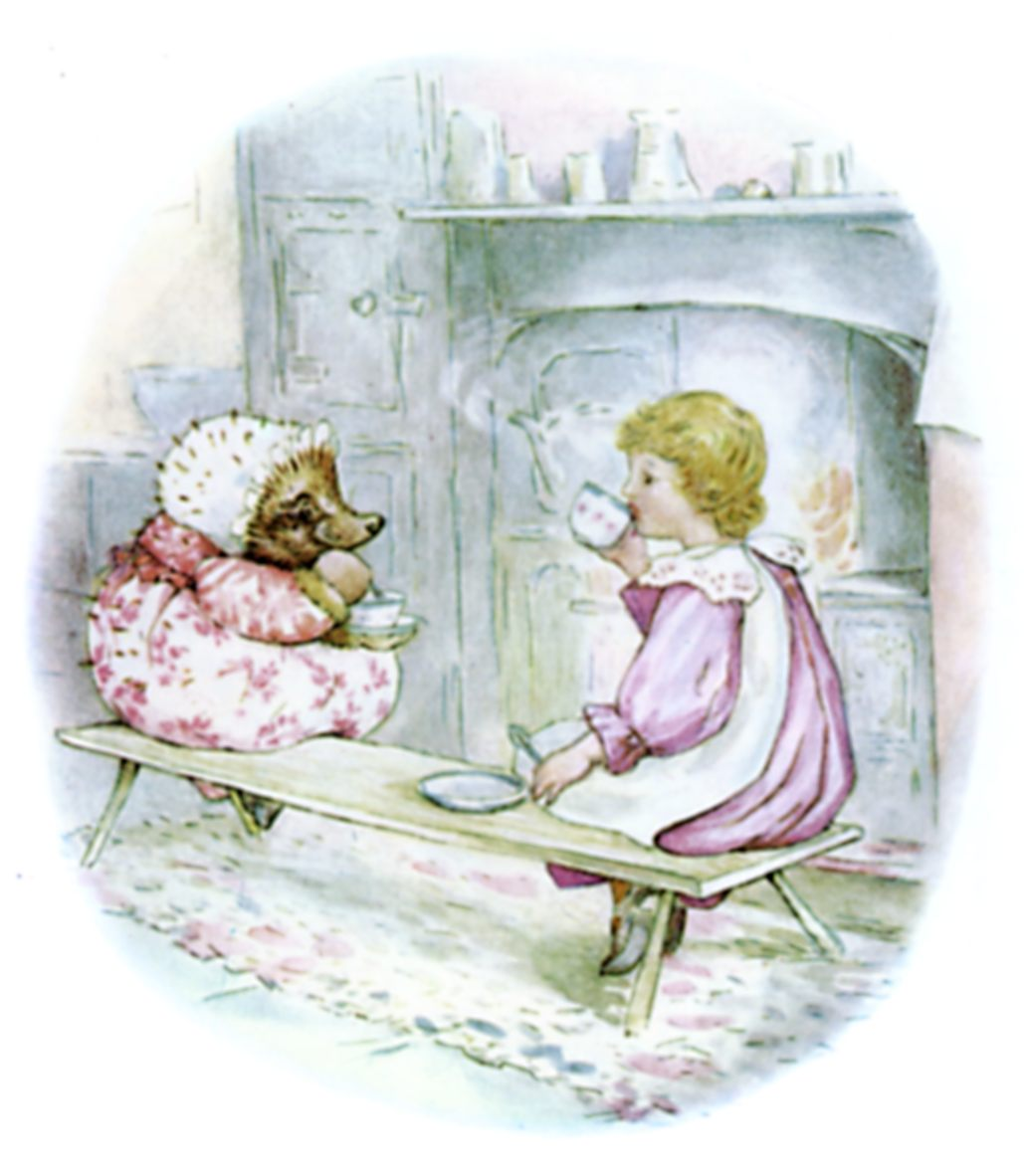
La pause-thé et l'humour de la dinette à distance avec une voisine... piquante.

## Rééditions et traductions
Rééditions en langue anglaise
Rééditions en anglais
Édition en langue française
- L'Histoire de Poupette-à-l'Épingle (trad. Victorine Ballon et Julienne Profichet), F. Warne, 1958 (BNF 43446136).
- Madame Piquedru la blanchisseuse (trad. de l'anglais), Paris, Gallimard jeunesse, 1980, 58 p. (ISBN 2-07-056068-6) — réédité dans la coll. « La bibliothèque de Pierre Lapin » en 2002  (ISBN 978-2-07-054987-0).